# Čekmin
Čekmin (cyr. Чекмин) – wieś w Serbii, w okręgu jablanickim, w mieście Leskovac. W 2011 roku liczyła 820 mieszkańców.